# Kobershain
Kobershain ist ein Ortsteil der Stadt Belgern-Schildau im Landkreis Nordsachsen in Sachsen.

## Lage
Kobershain liegt westlich der Gneisenaustadt Schildau und auch westlich der Stadt Belgern am Nordwestrand der Dahlener Heide. Die Staatsstraße 23 erfasst über Ortsverbindungsstraßen den Raum verkehrsmäßig.

## Geschichte
1205 wurde das Dorf Kobirshagen genannt. Die namentlichen Abweichungen sind unwesentlich vom jetzigen Namen. Bereits im Jahre 1500 wurde über die Pfarrkirche im Dorf berichtet. Ab 1551 saß die verantwortlich übergeordnete Behörde in Torgau. Ab 1606 wurde im Straßendorf mit 730 Hektar in einer Gelängeflur mit einem Rittergut, bewirtschaftet vom Ortsadel, darunter Carl August aus dem Winckel, berichtet. 1818 lebten im Dorf 212 und 1990 466 Personen.
Das Dorf wurde am 1. Januar 1999 nach Schildau eingemeindet, und mit diesem am 1. Januar 2013 nach Belgern-Schildau eingegliedert.

## Entwicklung der Einwohnerzahl
| Jahr | Einwohnerzahl                                        |
| ---- | ---------------------------------------------------- |
| 1551 | 36 besessene Mann, 2 Gärtner, 33 Inwohner, 45 ½Hufen |
| 1747 | 14 besessene Mann, 7 Gärtner, 10 Häusler, 33 ¾ Hufen |
| 1818 | 212                                                  |
| 1880 | 243 (Dorf) 13 (Rittergut)                            |

| Jahr | Einwohnerzahl             |
| ---- | ------------------------- |
| 1895 | 415 (Dorf) 18 (Rittergut) |
| 1910 | 431                       |
| 1925 | 379                       |
| 1939 | 441                       |

| Jahr | Einwohnerzahl |
| ---- | ------------- |
| 1946 | 657           |
| 1950 | 642           |
| 1964 | 520           |
| 1990 | 466           |

## Sehenswürdigkeiten
- Kobershainer Bockwindmühle

## Vereine
- Heimat- und Sportverein Kobershain e. V.
- VfB Kobershain 1992 e. V. (Fußball)
- Ortsgruppe Kobershain der Volkssolidarität